# 毛杰 (明朝)
毛杰（1433年—？），字允奇，别号翊斋，餘姚豐山毛氏十四代孙。同進士出身。

## 生平
景泰元年（1450年）浙江鄉試第五十六名舉人。景泰五年（1454年）甲戌科進士，與叔父毛吉同榜。未及授职，因思双亲致疾，上書乞求歸養，在家卒。

## 家族
从父毛吉。
有一子毛憲。